# Sukakarya (Sukakarya)
Sukakarya is een bestuurslaag in het regentschap Bekasi van de provincie West-Java, Indonesië. Sukakarya telt 5042 inwoners (volkstelling 2010).